# Борха (Сарагоса)
Борха (ісп. Borja) — муніципалітет в Іспанії, у складі автономної спільноти Арагон, у провінції Сарагоса. Населення — 5042 особи (2010).
Муніципалітет розташований на відстані близько 240 км на північний схід від Мадрида, 60 км на захід від Сарагоси.
На території муніципалітету розташовані такі населені пункти: (дані про населення за 2010 рік)
- Борха: 5015 осіб
- Сантуаріо-де-Місерікордія: 27 осіб

## Демографія
Динаміка населення (INE ):

## Галерея зображень

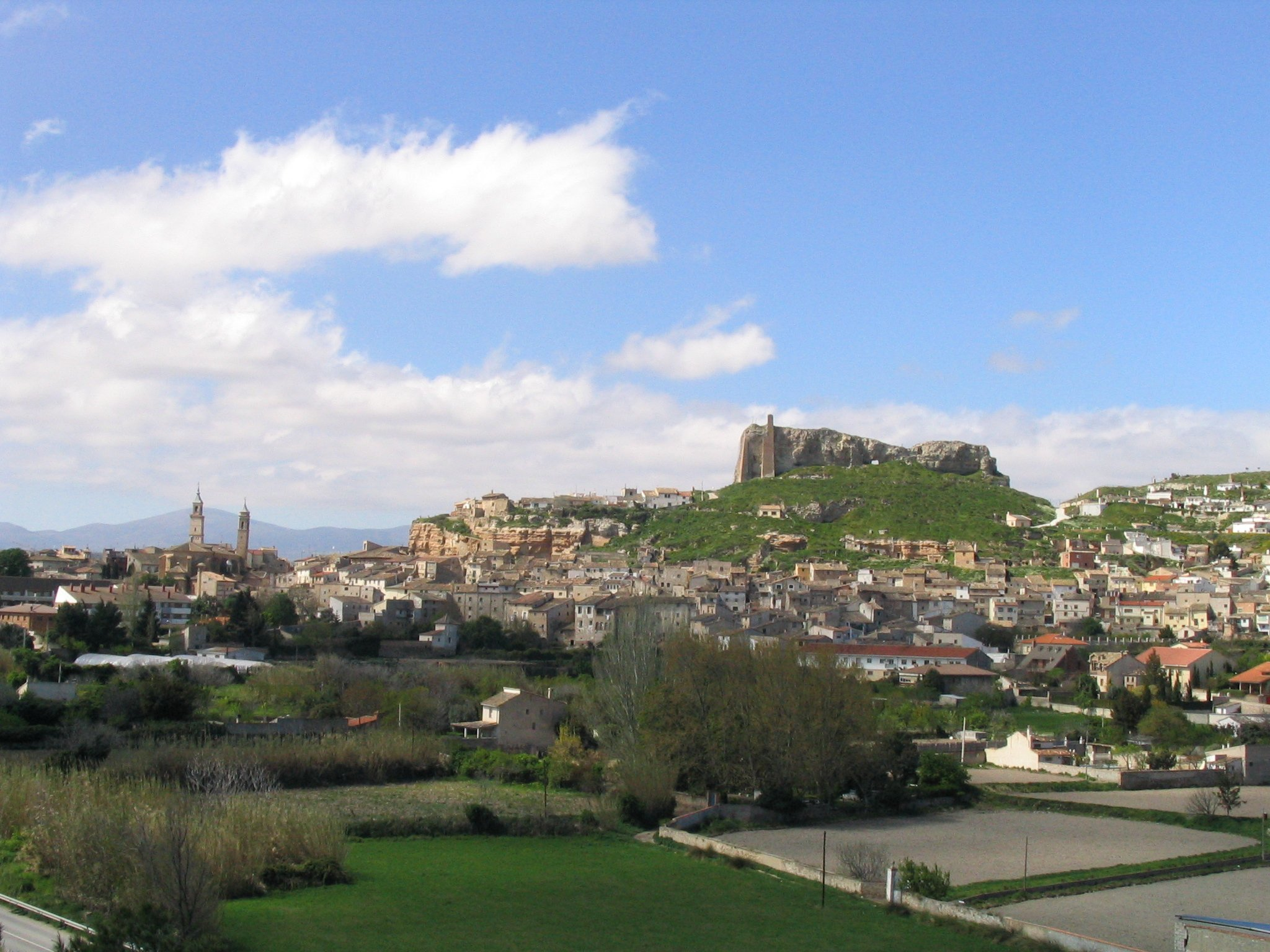
Борха
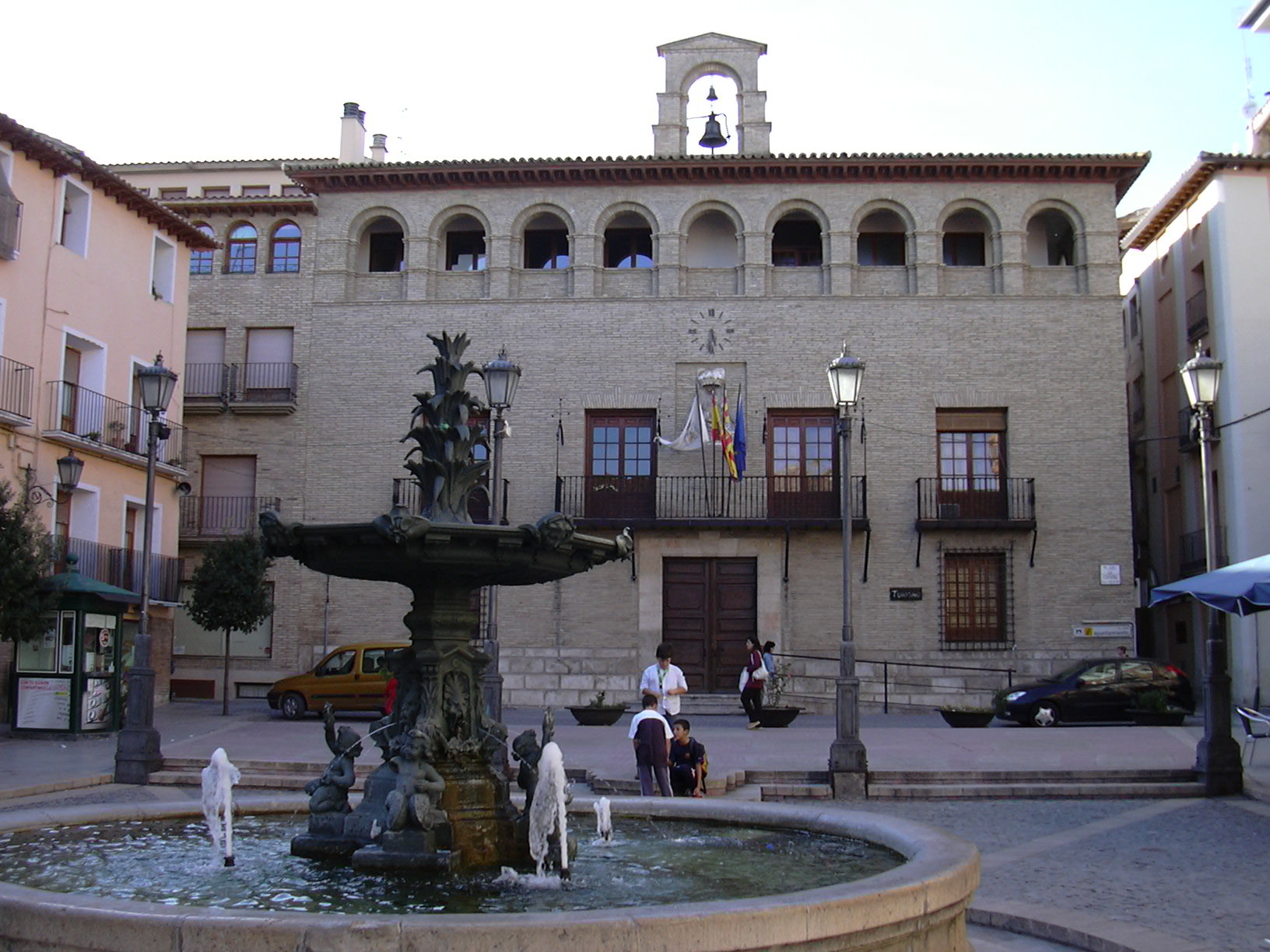
Муніципальна рада
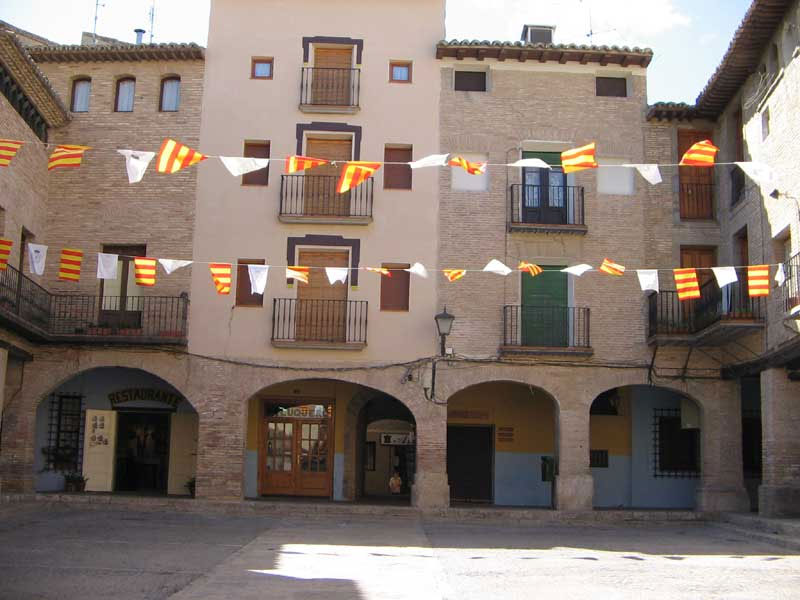
Ринкова площа